# RDO
RDO (сокр. от англ. Remote Data Objects) — технология доступа к базам данных компании Microsoft.
Представляет собой набор COM-объектов, инкапсулирующих ODBC API, а также клиентскую курсорную библиотеку.
Технология RDO появилась в 1995 году одновременно с выходом продукта Visual Basic 4.0.
RDO позиционировалась как технология более простая, чем прямое использование вызовов ODBC, и в то же время более эффективная, чем технология DAO. RDO была ориентирована на обработку данных на стороне сервера БД (такого как MS SQL Server, Oracle и т. д.), в отличие от DAO, ориентированной в основном на обработку данных на стороне клиента.
В 1997 году в составе продукта Microsoft Office 97 вышла версия RDO 2.0. Она также известна под названием «ODBC Direct». Под ним она использовалась в Microsoft Access и других продуктах. Эта была последняя версия библиотеки.
Уже с 1996 года Microsoft стала продвигать новую технологию — ADO, никак не связанную с ODBC, как перспективный способ доступа к данным, что сильно подорвало позиции RDO. К середине 2000 годов технология практически вышла из употребления.